# Ловци на духове
 Тази статия е за филма от 1984 г..  За филма от 2016 г. вижте Ловци на духове (филм, 2016).  
„Ловци на духове“ (на английски: Ghostbusters) е американски фентъзи комедия от 1984 г. на режисьора Айван Райтман. Сценарият е написан от Харолд Реймис и Дан Акройд.

## Актьорски състав
| Актьор         | Роля              |
| -------------- | ----------------- |
| Бил Мъри       | д-р Питър Венкман |
| Дан Акройд     | д-р Реймънд Станц |
| Харолд Реймис  | д-р Игън Спенглър |
| Сигорни Уийвър | Дейна Барет       |
| Рик Моранис    | Луис Тъли         |
| Ърни Хъдсън    | Уинстън Зедмор    |
| Ани Потс       | Джанин Мелниц     |
| Уилям Атъртън  | Уолтър Пек        |

## Награди и номинации
През 2015 г. филмът е включен в Националния филмов регистър.
| Категория                              | Номиниран(и)                         | Резултат                |
| Оскар (25 март 1985 г.)                | Оскар (25 март 1985 г.)              | Оскар (25 март 1985 г.) |
| -------------------------------------- | ------------------------------------ | ----------------------- |
| Най-добри визуални ефекти              | Най-добри визуални ефекти            | номинация               |
| Най-добра оригинална песен             | „Ghostbusters“                       | номинация               |
| Награда на БАФТА (5 март 1985 г.)      |                                      |                         |
| Най-добра оригинална песен             | „Ghostbusters“                       | награда                 |
| Най-добри визуални ефекти              | Най-добри визуални ефекти            | номинация               |
| Златен глобус (27 януари 1985 г.)      |                                      |                         |
| Най-добър филм – мюзикъл или комедия   | Най-добър филм – мюзикъл или комедия | номинация               |
| Най-добър актьор в мюзикъл или комедия | Бил Мъри                             | номинация               |
| Най-добра оригинална песен             | „Ghostbusters“                       | номинация               |
| Награда „Хюго“                         |                                      |                         |
| Най-добро сценично представяне         | Най-добро сценично представяне       | номинация               |
| Сатурн (9 юни 1985 г.)                 |                                      |                         |
| Най-добър фентъзи филм                 | Най-добър фентъзи филм               | награда                 |

## Дублажи

### Българската национална телевизия(1993)
| Преводач            | Светлана Ахчийска                                                         |
| Редактор            | Петя Игнатова                                                             |
| Тонрежисьор         | Трендафилка Немска                                                        |
| Режисьор на дублажа | Венка Фотева                                                              |
| Озвучаващи артисти  | Антония Драгова Кирил Варийски Пламен Захов Симеон Владов Никола Стефанов |

### Диема Вижън (2002)
| Преводач           | Даниела Ганева                                            |
| Тонрежисьор        | Димитър Кръстев                                           |
| Озвучаващи артисти | Силвия Русинова Васил Бинев Здравко Методиев Борис Чернев |

### TITLE.BG (2009)
| Преводач            | Йосиф Йосифов                                                              |
| Режисьор на дублажа | Таня Михайлова                                                             |
| Тонрежисьор         | Димитър Русев                                                              |
| Озвучаващи артисти  | Светлана Смолева Мина Костова Станислав Пищалов Явор Гигов Явор Караиванов |

## Филми от поредицата за „Ловци на духове“
Поредицата „Ловци на духове“ включва 5 филма:
- „Ловци на духове“ (1984)
- „Ловци на духове 2“ (1989)
- „Ловци на духове“ (2016)
- „Ловци на духове: Наследство“ (2021)
- „Ловци на духове: Замръзналата империя“ (2024)